# Oleksandr Batjuk (sciatore 1960)
Oleksandr Mychajlovyč Batjuk, accreditato come Alexander Batjuk dalla FIS (in ucraino Олександр Михайлович Батюк?; Černigov, 14 gennaio 1960), è un allenatore di sci nordico ed ex fondista ucraino. Durante la sua carriera agonistica gareggiò per la nazionale sovietica; è a volte indicato anche nella variante russa del suo nome, Александр Михайлович Батюк (Aleksandr Michajlovič Batjuk).
È padre del fondista e biatleta Oleksandr, a sua volta sciatore nordico di alto livello.

## Biografia

### Carriera sciistica
In Coppa del Mondo ottenne il primo risultato di rilievo il 18 dicembre 1982 a Davos (13°) e il suo miglior piazzamento il 10 febbraio 1983 a Sarajevo (5°).
In carriera prese parte a due edizioni dei Giochi olimpici invernali, Sarajevo 1984 (10° nella 15 km, 16° nella 50 km, 2° nella staffetta) e Calgary 1988 (15° nella 15 km), e a tre dei Campionati mondiali, vincendo due medaglie.

### Carriera da allenatore
Dopo il ritiro lavorò come allenatore dei fondisti della nazionale ucraina.

## Palmarès

### Olimpiadi
- 1 medaglia:
  - 1 argento (staffetta[2] a Sarajevo 1984)

### Mondiali
- 2 medaglie:
  - 1 oro (staffetta a Oslo 1982)
  - 1 argento (staffetta[2] a Oberstdorf 1987)

### Coppa del Mondo
- Miglior piazzamento in classifica generale: 13º nel 1983

### Campionati sovietici
- 2 ori (staffetta nel 1983; 15 km nel 1985)[1]